# 狂乱のライヴ
『狂乱のライヴ』（原題：Captured Live!）は、アメリカ合衆国のブルース・ミュージシャン、ジョニー・ウィンターが1976年に発表したライブ・アルバム。

## 解説
リック・デリンジャーに代わり、フロイド・ラドフォードがセカンド・ギタリストとして加入。ラドフォードは本作と、ジョニー&エドガー・ウィンター名義のライブ・アルバム『トゥゲザー』（1976年）の2作に参加した。ボビー・ウーマック・アンド・ザ・ヴァレンティノスのカヴァー「イッツ・オール・オーヴァー・ナウ」は、ウィンターが過去にリリースしたスタジオ・アルバムには収録されていない。

## 収録曲
1. マカロニ・ボニー - "Bony Moronie" (Larry Williams) - 6:50
2. ロール・ウィズ・ミー - "Roll with Me" (Rick Derringer) - 4:48
3. ロックンロール・ピープル - "Rock & Roll People" (John Lennon) - 5:37
4. イッツ・オール・オーヴァー・ナウ - "It's All Over Now" (Bobby Womack, Shirley Jean Womack) - 5:47
5. 追憶のハイウェイ61 - "Highway 61 Revisited" (Bob Dylan) - 10:38
6. スウィート・パパ・ジョン - "Sweet Papa John" (Johnny Winter) - 12:19

## 参加ミュージシャン
- ジョニー・ウィンター - ボーカル、ギター、スライドギター
- フロイド・ラドフォード - ギター
- ランディ・ジョー・ホブス - ベース、バッキング・ボーカル
- リチャード・ヒューズ - ドラムス